# Regionales Schutzgebiet Páramos y Bosques Montanos de Jaén y Tabaconas
Das Regionale Schutzgebiet Páramos y Bosques Montanos de Jaén y Tabaconas (span. Área de Conservación Regional Páramos y Bosques Montanos de Jaén y Tabaconas) befindet sich in der Region Cajamarca in Nord-Peru. Das Schutzgebiet wurde am 6. Mai 2021 durch das Dekret Decreto Supremo N° 005-2021-MINAM eingerichtet. Die Regionalregierung von Cajamarca ist die für das Schutzgebiet zuständige Behörde. Die staatliche Naturschutz-Agentur Servicio Nacional de Areas Naturales Protegidas por el Estado (SERNANP) hat eine beratende Funktion. Das Schutzgebiet besitzt eine Größe von 315,37 km². Es dient der Erhaltung einer mit montanen Wald- und Steppenlandschaft.

## Lage
Das Schutzgebiet befindet sich in den Distrikten Sallique, San José del Alto und Chontali der Provinz Jaén sowie im Distrikt Tabaconas der Provinz San Ignacio. Zentral im Areal erhebt sich der Cerro Bravo, mit einer Höhe von 3970 m die höchste Erhebung im Umkreis. Das Schutzgebiet bildet zusammen mit weiteren einen binationalen biologischen Korridor. Zu diesen benachbarten Schutzgebieten gehören der Nationalpark Yacurí und der Bosque Protector Colambo Yacurí, beide in Ecuador, das Santuario Nacional Tabaconas Namballe und das regionale Schutzgebiet Bosques El Chaupe, Cunía y Chinchiquilla sowie 7 private Schutzgebiete (Áreas de Conservación Privada) auf peruanischer Seite.
Das Areal lässt sich durch folgende Koordinaten grob definieren:
(, 
,
,
,
,
,
).

## Ökologie
Zur Fauna im Schutzgebiet gehören 256 Vogelarten, 31 Säugetierarten, 6 Reptilienarten sowie 8 Amphibienarten. Zu den Säugetieren gehören der Bergtapir (Tapirus pinchaque) und der Brillenbär (Tremarctos ornatus).
Im Schutzgebiet wurden 519 Pflanzenarten erfasst.